# Luminárias
Luminárias är en kommun i Brasilien.   Den ligger i delstaten Minas Gerais, i den sydöstra delen av landet, 700 km sydost om huvudstaden Brasília. Antalet invånare är 5 425.
Omgivningarna runt Luminárias är huvudsakligen savann. Runt Luminárias är det glesbefolkat, med 11 invånare per kvadratkilometer.